# النصر (مدينة)
مدينة النصر هي مدينة في قضاء النصر في محافظة ذي قار جنوب العراق، مدينة النصر هي مركز قضاء النصر، وعدد سكان المركز 85 ألفاً، حتى سنة 2018.